# Aenigmina tiresa
Aenigmina tiresa là một loài bướm đêm thuộc họ Sesiidae. Loài này có ở Mozambique.